# 심상진
심상진(沈相進, 1944년 11월 5일 ~ )은 조선민주주의인민공화국의 정치인이다. 조선불교도연맹 중앙위 위원장이다. 최고인민회의 제12기 대의원 겸 상임위원회 위원이다.

## 경력
1944년 일제강점기 함경남도 혜산에서 출생하였으며 한때 함경남도 함주에서 잠시 유아기를 보낸 적이 있고 함경남도 보천에서 잠시 유년기를 보낸 적이 있는 그는 1964년에서 1969년까지 문화재 보존총국 부장을 지냈으며, 1974년부터 2004년까지 조선불교도연맹 중앙위원회 서기장을 역임했다. 1990년 9월 범민련 중앙위원을 지냈다. 2005년 10월 조선불교도연맹 중앙위원회 부위원장을 거쳐, 현재 조선불교도연맹 중앙위원회 위원장이다.

## 최고인민회의 대의원
2009년 4월 최고인민회의 제12기 대의원 겸 상임위원회 위원으로 선출되었다.